# Quỹ tín dụng nhân dân
Quỹ Tín dụng nhân dân là tổ chức hoạt động theo mô hình hợp tác xã trong lĩnh vực cho vay vốn ở địa bàn các xã (phường). Đây là nơi huy động vốn hiệu quả của Nhà nước đặc biệt là tại các vùng nông thôn nơi người dân chưa có thói quen giao dịch với ngân hàng.
Hiệp hội quỹ tín dụng nhân dân Việt Nam (VAPCF) được thành lập năm 2005.

## Mô hình hoạt động
Quỹ Tín dụng nhân dân được thành lập do sự góp vốn của các thành viên tại các xã (phường). Quỹ chung này được dùng để cho vay và chia lợi nhuận theo tỉ lệ góp vốn của các thành viên.

## Địa bàn hoạt động
Các quỹ tín dụng nhân dân cơ sở chủ yếu hoạt động trong địa bàn 1 xã, 1 phường, 1 thị trấn (sau đây gọi chung là 1 xã).
Đối với Quỹ tín dụng nhân dân cơ sở tổ chức theo liên xã phải là các xã liền kề với xã nơi Quỹ tín dụng nhân dân cơ sở đặt trụ sở chính trong cùng một huyện, quận, thị xã và phải được sự chấp thuận của Uỷ ban nhân dân xã sở tại và các xã có liên quan; nhưng phải phù hợp với trình độ quản lý của Quỹ tín dụng nhân dân cơ sở và khả năng kiểm tra, giám sát của Ngân hàng Nhà nước.